# Луїс Слотін
Луїс Александер Слотін (англ. Louis Alexander Slotin, 1 грудня 1910 р — 30 травня 1946) — канадський фізик і хімік, учасник Манхеттенського проекту. Народився і виріс у Норт-Енді Вінніпегу, Манітоба, Слотін здобув ступінь бакалавра наук і магістра наук в Університеті Манітоби, потім отримав ступінь доктора фізичної хімії в Королівському коледжі Лондона в 1936 році. Після цього приєднався до Чиказького університету як науковий співробітник, щоб допомогти розробити циклотрон.
У 1942 році Слотіна запросили взяти участь у Манхеттенському проекті, і згодом він провів експерименти з урановими та плутонієвими активними елементами для визначення значень їх критичної маси. Після Другої світової війни продовжив свої дослідження в Національній лабораторії Лос-Аламоса в Нью-Мексико. 21 травня 1946 року випадково спровокував реакцію поділу, яка вивільнила сплеск жорсткого випромінювання. Після чого його терміново доставили до лікарні, де він помер через дев’ять днів, 30 травня. Слотін став жертвою другої критичної аварії в історії після того, як Гаррі Даглян зазнав смертельного опромінення тим самим плутонієвим «ядром-демоном», яке вбило Слотіна.
Уряд Сполучених Штатів прославив Слотіна як героя за те, що він досить швидко відреагував, щоб запобігти загибелі своїх колег. Однак деякі фізики стверджують, що поведінка Слотіна перед аварією була безрозсудною і його смерті можна було запобігти. Аварія та її наслідки були драматизовані в кількох вигаданих і нехудожніх оповіданнях.

## Раннє життя
Луїс Слотін був першим із трьох дітей, народжених Ізраїлем і Сонею Слотін, єврейськими біженцями, які розмовляли мовою ідиш і втекли від єврейських погромів у Російській імперії до Вінніпегу, Манітоба. Виріс у районі Норт-Енд у Вінніпезі, районі з великою концентрацією східноєвропейських іммігрантів. З перших днів у початковій школі Machray і до підліткових років у середній школі Сент-Джона Слотін був винятковим у навчанні. Його молодший брат, Сем, пізніше зазначив, що його брат «мав надзвичайну інтенсивність, яка дозволяла йому вчитися багато годин».
У віці 16 років Слотін вступив до Манітобського університету, щоб отримати науковий ступінь. Під час навчання в університеті отримав золоту медаль університету з фізики та хімії. Слотін отримав ступінь бакалавра наук, ступінь з геології в університеті в 1932 році та ступінь магістра наук в 1933 році. За сприяння одного зі своїх наставників отримав стипендію для навчання в Королівському коледжі Лондона під керівництвом Артура Джона Аллманда, завідувача кафедри хімії, який спеціалізувався в галузі прикладної електрохімії та фотохімії.

## Кар'єра
У 1937 році, після того, як він невдало подав заявку на роботу в Національній дослідницькій раді Канади, Чиказький університет прийняв Слотіна як наукового співробітника. Там він отримав свій перший досвід у ядерній хімії, допомагаючи будувати перший циклотрон на середньому заході Сполучених Штатів. Робота оплачувалася погано, і батькові Слотіна довелося утримувати його протягом двох років. З 1939 по 1940 рік Слотін співпрацював з Ерлом Евансом, керівником кафедри біохімії університету, щоб виробляти радіовуглець (вуглець-14 і вуглець-11) на циклотроні. Працюючи разом, двоє чоловіків також використовували вуглець‑11, щоб продемонструвати, що рослинні клітини мають здатність використовувати вуглекислий газ для синтезу вуглеводів шляхом фіксації вуглецю.
Слотін міг бути присутнім під час запуску першого ядерного реактора Енріко Фермі «Чиказька дровітня-1» 2 грудня 1942 року. Протягом цього часу він також зробив внесок у декілька робіт у галузі радіобіології. Його досвід у цьому питанні привернув увагу уряду Сполучених Штатів, і в результаті його запросили приєднатися до Манхеттенського проекту, спроби створити атомну бомбу. Слотін працював над виробництвом плутонію під керівництвом майбутнього лауреата Нобелівської премії Юджина Вігнера в університеті, а пізніше в Оук-Ріджській національній лабораторії в Оук-Ріджі, штат Теннессі. У грудні 1944 року переїхав до Національної лабораторії Лос-Аламоса в Нью-Мексико, щоб працювати в групі фізики бомб Роберта Бахера.

## Робота в Лос-Аламосі
У Лос-Аламосі обов’язки Слотіна полягали в небезпечних тестах на критичність, спочатку з ураном в експериментах Отто Роберта Фріша, а пізніше з плутонієвими сердечниками. Випробування на критичність передбачало доведення маси матеріалів, що розщеплюються, до рівнів, близьких до критичних, щоб встановити значення їхньої критичної маси. Вчені назвали це загравання з можливістю ланцюгової ядерної реакції «лоскотанням хвоста дракона» на основі зауваження фізика Річарда Фейнмана, який порівняв експерименти з «лоскотанням хвоста сплячого дракона». 16 липня 1945 року Слотін зібрав ядро для Трініті, першого атомного пристрою в історії який був взірваний, і став відомим як «головний зброяр Сполучених Штатів» за свій досвід у складанні ядерної зброї. За роботу над проектом Слотін отримав два невеликі круглі свинцеві та срібні пам’ятні шпильки.

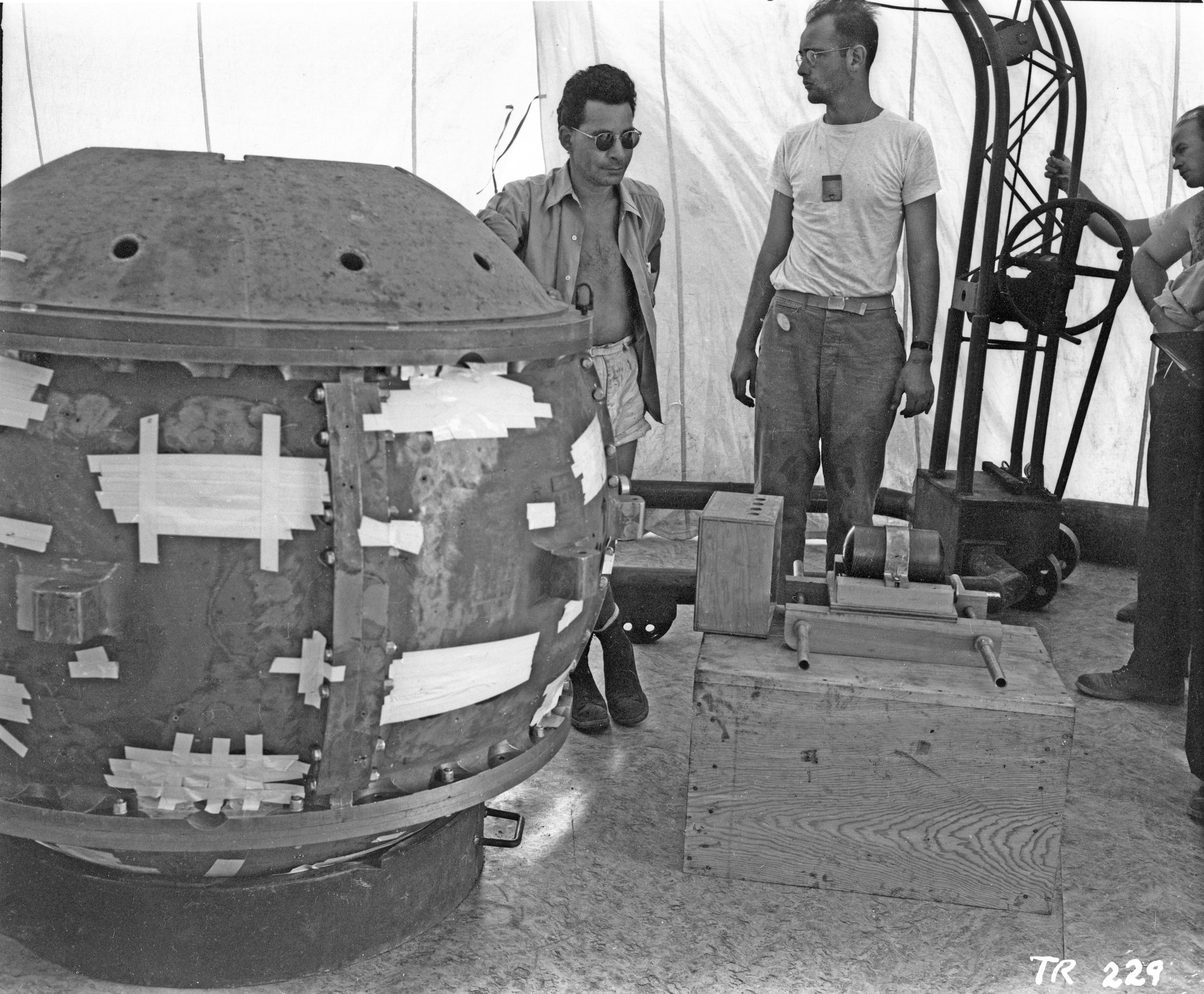
Луїс Слотін із бомбою Гаджет під час випробування Трініті

Взимку 1945–1946 років Слотін шокував деяких своїх колег сміливим вчинком, відремонтувавши інструмент 1,8 метри під водою всередині купи Клінтона під час її роботи, замість того, щоб чекати додатковий день, поки реактор закриють. Він не носив свого дозиметричного значка, але його доза оцінювалася як мінімум у 100 рентгенів. Доза в 1 Гр (≈100 рентген) може викликати нудоту і блювоту в 10% випадків, але в цілому виживана.
21 серпня 1945 року лаборант Гаррі Даглян, один із близьких колег Слотіна, проводив експеримент з критичністю, коли випадково впустив важку цеглину з карбіду вольфраму на 6,2 калограмовий сердечник бомби з плутоній-галієвого сплаву. 24-річний Дагліан був опромінений великою дозою нейтронного випромінювання. Пізніші оцінки показали, що сама по собі ця доза не була смертельною, але потім він отримав додаткове сповільнене гамма-випромінювання та опіки бета-випромінювання під час розбирання свого експерименту. Він швидко втратив свідомість від гострого радіаційного отруєння і помер через 25 днів у госпіталі бази Лос-Аламоса.

### Аварія критичності

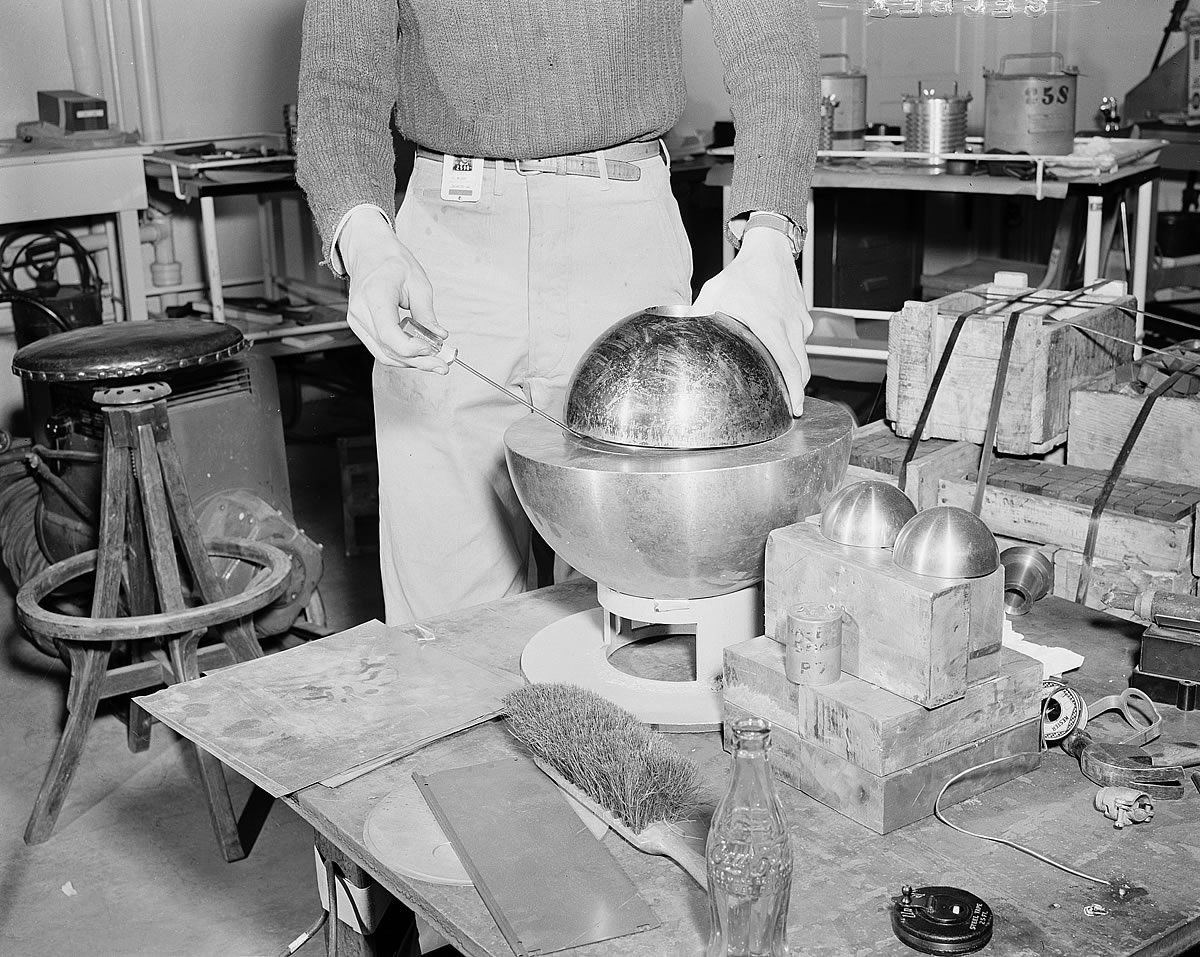
Відтворення інциденту зі Слотіном. Внутрішня півсфера з отвором для великого пальця поруч із рукою демонстранта — це берилій (замінює урановий тампер такого ж розміру в бомбі Товстуна). Під нею є зовнішня більша металева сфера з алюмінію (замінює сферу штовхача в конструкції цієї бомби). Плутонієве «ядро демон» було всередині сфер під час аварії і його не видно, але його розміри можна порівняти з двома маленькими напівсферами, зображеними поруч.

21 травня 1946 року разом із сімома колегами Слотін провів експеримент, який включав створення однієї з перших стадій реакції поділу шляхом розміщення двох напівсфер берилію (відбивач нейтронів) навколо 89 мм плутонієвого ядра. В експерименті використовували ті ж 6,2 кг плутонієвого ядра, яке опромінило Дагляна, пізніше назване «демонським ядром» за його роль у двох аваріях. Слотін схопив верхню 228.6 мм берилієву півсферу лівою рукою через отвір для великого пальця вгорі, у той час як підтримував розділення напівсфер за допомогою леза викрутки правою рукою, знявши прокладки, які зазвичай використовуються. Використання викрутки не було звичайною частиною експериментального протоколу.
О 3:20 вечора викрутка зісковзнула, і верхня берилієва півсфера впала, спричинивши «швидку критичну» реакцію та вибух потужного випромінювання. У той час вчені в кімнаті спостерігали синє світіння іонізації повітря та відчули хвилю тепла. Слотін відчув кислий смак у роті та сильне печіння в лівій руці. Він різко підняв ліву руку вгору, піднявши верхню берилієву півсферу, і опустив її на підлогу, завершивши реакцію. Але на той момент він уже піддався смертельній дозі нейтронного випромінювання. На момент аварії дозиметричні прибори знаходилися в замкненій коробці приблизно за 30 метрів де відбулася реакція. Зрозумівши, що ніхто в кімнаті не мав приборів виміру дози, «відразу після аварії доктор Слотін попросив доктора Ремера Е. Шрайбера взяти проби з коробки зі свинцем і розмістити їх на критичному вузлі». Ця особлива реакція не мала значення для визначення фактичних доз, отриманих чоловіками в кімнаті, і поставила Шрайбера під «великий особистий ризик» додаткового опромінення. Пізніше в доповіді було зроблено висновок, що велика доза радіації може спричинити запаморочення та залишити людину «в стані не розумної поведінки». Як тільки Слотін покинув будівлю, його вирвало, що є звичайною реакцією від впливу надзвичайно інтенсивного іонізуючого випромінювання. Колеги Слотіна терміново доставили його до лікарні, але радіаційне ураження було незворотним.
Серед шести інших чоловіків, присутніх під час реакції, були Елвін Кушман Грейвз, Семюел Аллан Клайн, Меріон Едвард Сіліцкі, Дуайт Сміт Янг, Теодор П. Перлман і рядовий Патрік Дж. Клірі. До 25 травня 1946 року четверо з цих семи чоловіків були виписані з лікарні. Лікар армії США, відповідальний за госпіталь бази в Лос-Аламосі, капітан Пол Хагеман, сказав, що стан Слотіна, Грейвса, Клайна та Янга «негайний стан задовільний».

#### Смерть Слотіна
Незважаючи на інтенсивну медичну допомогу та пропозиції численних волонтерів здати кров для переливання, стан Слотіна був невиліковним. Він зателефонував своїм батькам, і вони були доставлені з Вінніпега літаком за рахунок армії, щоб бути з ним. Вони приїхали на четвертий день після інциденту, а на п'ятий день його стан почав стрімко погіршуватися.
Протягом наступних чотирьох днів Слотін переніс "болісну послідовність радіаційних травм", включаючи сильну діарею, зменшення виділення сечі, опухлі руки, еритему, "великі пухирі на руках і передпліччях", кишковий параліч і гангрену. У нього були внутрішні радіаційні опіки по всьому тілу, які один медичний експерт описав, як «тривимірний сонячний опік». До сьомого дня він вже переживав періоди «розумової плутанини». У нього посиніли губи і помістили в кисневу палатку. Зрештою він пережив «повний розпад тілесних функцій» і впав у кому. Слотін помер об 11 ранку 30 травня в присутності своїх батьків. Його поховали на цвинтарі Шаарей Зедек у Вінніпезі 2 червня 1946 року.

#### Інші травми та смерть
Грейвс, Клайн і Янг залишилися в лікарні після смерті Слотіна. У Грейвса, який стояв найближче до Слотіна, також розвинулася гостра променева хвороба, він був госпіталізований на кілька тижнів. Він вижив, хоча жив із хронічними неврологічними проблемами та проблемами зору. Янг також постраждав від гострого радіаційного синдрому, але видужав. До 28 січня 1948 року Грейвс, Клайн і Перлман вимагали компенсації за збитки, завдані під час інциденту. Грейвс задовольнив свій позов на суму 3500 доларів (близько 45 000 доларів у 2023 році з поправкою на інфляцію).
Троє спостерігачів зрештою померли від станів, які, як відомо, були спричинені радіацією: серйозний серцевий напад через двадцять років у віці 55 років. Чесліцкі з гострим мієлоїдним лейкозом дев'ятнадцять років потому у віці 42 років; і Янга з апластичною анемією та бактеріальною інфекцією оболонки серця через двадцять дев’ять років у віці 83 років. Деякі зі смертей могли бути наслідком інциденту. Луїс Хемпельман, доктор медичних наук, консультант Лос-Аламоської наукової лабораторії, вважає, що неможливо встановити причинно-наслідковий зв'язок між інцидентом і особливостями смерті за такою маленькою вибіркою. Він висловив цю думку в загальнодоступному звіті, який містив особисту медичну інформацію, яку він раніше відмовився надати Меріон Е. Чесліцкі на останніх стадіях його хвороби.

### Дозування радіації

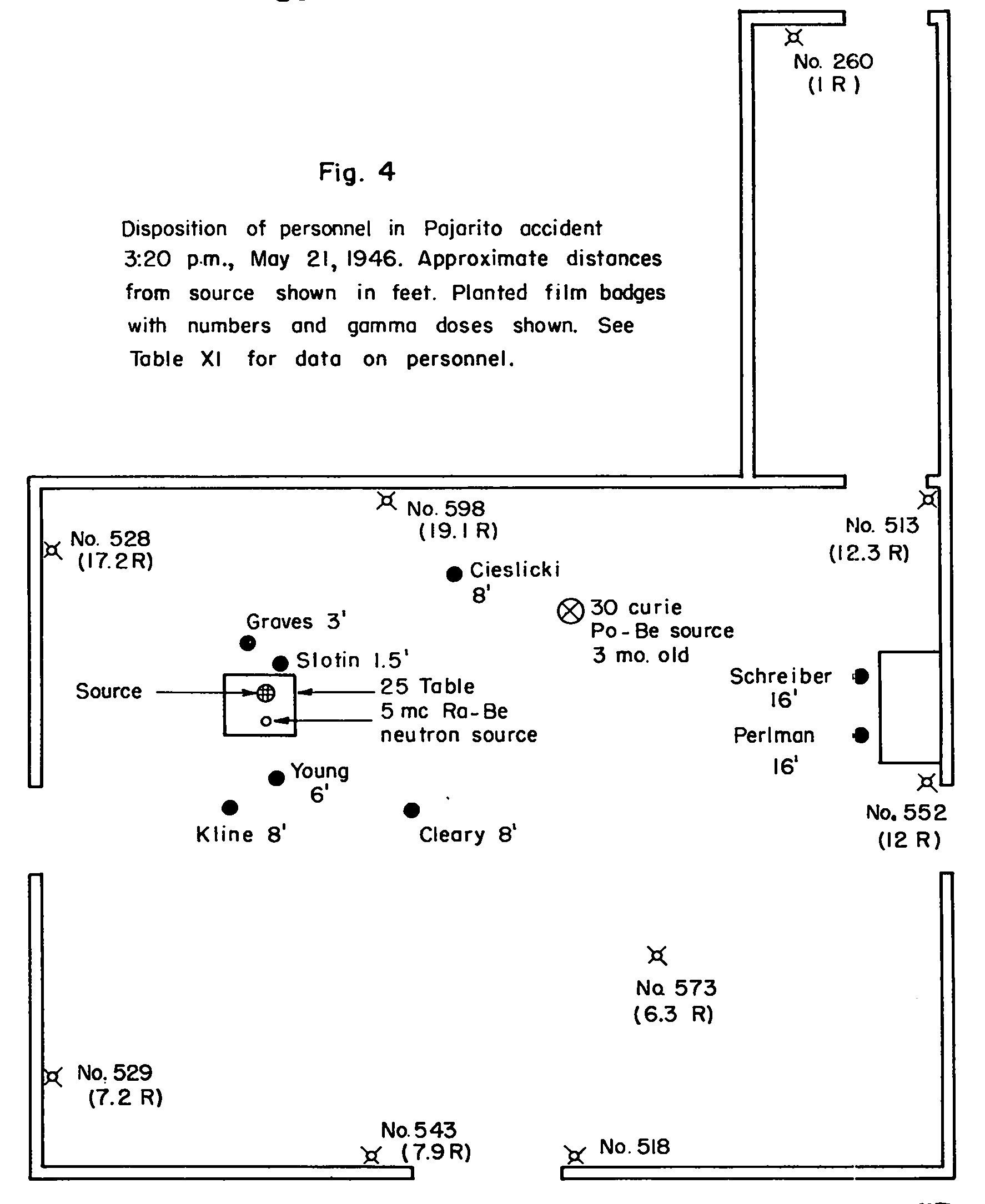
Ескіз, за допомогою якого лікарі визначали кількість радіації, якій зазнала кожна особа в кімнаті під час екскурсії

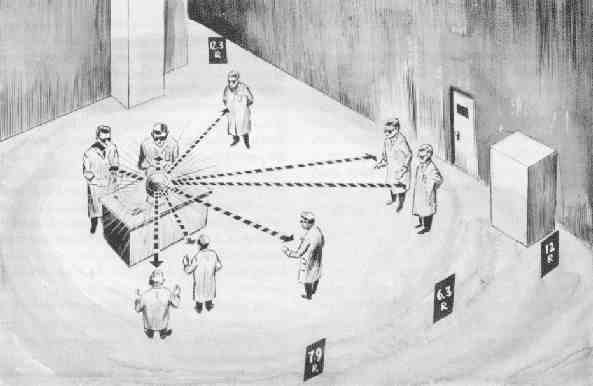
Малюнок за наведеним ескізом.

Дози радіації, отримані в цих двох аваріях, точно невідомі. Значна частина дози була спричинена нейтронним випромінюванням, яке не могло бути виміряно дозиметричним обладнанням того часу. Наявні бейджі з плівки персонал під час аварії не носив, а бейджів, які мали бути підкладені під столи на випадок подібних катастроф, не знайшли. Значки катастрофи, вивішені на стінах, містили деякі корисні дані про гамма-випромінювання.
«Попередня» оцінка залучених доз була зроблена в 1948 році на основі десятків припущень, деякі з яких тепер відомі як невірні. За відсутності особистих дозиметричних значків автори дослідження покладалися на вимірювання активації натрію в крові та сечі жертв як на основне джерело даних. Ця активація була б викликана нейтронним випромінюванням, але вони перетворили всі дози в еквівалентні дози гамма або рентгенівського випромінювання. Вони прийшли до висновку, що Даглян і Слотін, ймовірно, отримали дози, еквівалентні 290 берів (2,9 Зв) і 880 берів (8,8 Зв), відповідно, гамма-променів. Мінімальна та максимальна оцінки коливаються приблизно від 50% до 200% цих значень. Автори також розрахували дози, еквівалентні суміші soft 80 рентгенівські та гамма-промені кЕВ, які, на їхню думку, дають більш реалістичну картину опромінення, ніж гамма-еквівалент. У цій моделі еквівалентні дози рентгенівського випромінювання були набагато вищими, але були б зосереджені в тканинах, звернених до джерела, тоді як гамма-компонент проникав у все тіло. Еквівалентна доза Слотіна була оцінена в 1930 R (рентген) рентгена з 114 R гамма-випромінювання, тоді як еквівалентна доза Дагляна була оцінена в 480 R рентгена з 110 R гамма.

## Спадщина
Після аварії в Лос-Аламосі припинилися всі практичні роботи зі складання. Подальші випробування на критичність ядер, що розщеплюються, проводилися за допомогою машин з дистанційним керуванням, таких як серія «Годіва», з оператором, який знаходився на безпечній відстані, щоб запобігти шкоді у разі аварій.